# سيلفا صبرا
سيلفا صبرا هي إعلامية لبنانية، ولدت في 13 أغسطس عام 1983، تعمل كمقدمة برامج إذاعية في إذاعة بانوراما إف إم تابعة لمجموعة إذاعات MBC.

## حياتها الشخصية
درست في مدرسة المواكب الثانوية بدبي حصلت على الباكالوريوس الإعلام قسم عام 2000 من جامعة سيدة اللويزة في لبنان، وتخصصت في الإخراج الإذاعي والتلفزيوني، كانت سيلفا صبرا ستتوجه للتمثيل أو الغناء، وقد تحول مسارها المهني، حين عرض عليها زياد حمزة فكرة برنامج أحلى صباح، وكان البرنامج عرف نجاحا في الوسط السعودي.

## مشوراها المهني
تخرجت الإعلامية سيلفا صبرا من قسم الإذاعة والتلفزيون، عملت في مجال الإعلام والتسويق في شركات في الإمارات، لتنتقل إلى مجموعة mbc وتحديدا لإذاعة بانوراما إف إم سنة 2006 ، قدمت بداية مجموعة من البرامج من بينها، «توب 10»، وبرنامج الإذاعي الرمضاني «شباب وأمريكا»، قدمت برامج على جميع المواضيع ومحاولة معالجتها وإيجاد حلول لها، كما واستضافت محموعة من المشاهير في برامجها: رافي بوغوصيان وديانا كرزون.

### برنامج أحلى صباح
وهو برنامج صباحي منوع يستهدف الجمهور السعودي، يمتد لمدة 4 ساعات متتالية من السادسة إلى العاشرة صباحاً، ويتميز بتقديمه للمواضيع الراهنة، ومعالجة قضايا الساعة وفقرات موجهة للعائلة، وفقرات غنائية وموسيقية مختلفة، إضافة إلى استعراض أخبار الساحة العربية والسعودية، وشكّل البرنامج نقطة تطور للبرامج الإذاعية، إذ يمكن مشاهدته بالصوت والصورة على إذاعة بانوراما إف إم.

### برنامج سلي صيامك
هو برنامج رمضاني موسمي يبدأ على أثير الإذاعة على الساعة 14:00 توقيت السعودية، تتناول فيه الإعلامية مجموعة من القصص والمسابقات الترفيهية، والموضوعات الاجتماعية المتنوعة.

### إفطارك علينا
هو برنامج مبادرة رمضاني، حيث تابعت فيه جهود الفرق التي تقدم وجبات إفطار للمحتاجين، وقد تلقت شهادة شكر وعرفان لدعمها الحملة على نطاق واسع، والذي نجحت فيه وتوصيله للمستهدفين من البرنامج.

### برنامج من البيت
أطلقته الإعلامية سيلفا صبرا مزامنة مع ظهور فيروس كورونا المستجد، والذي قدمت فيه برامج للتوعية، وعن أهمية الحجر الصحي، بعد تفشي جائحة كورونا وتماشيا مع الإجراءات اللازمة، عملت الإعلامية على محاولة مواكبة الوضع بتدعيم برنامج أحلى صباح، ببرنامج بتثه من خلال صفحتها على انستغرام سيلفا راجعت لكم بلايف، والذي ينطلق مع 9PM بتوقيت السعودية تزامنا مع هاشتاج #بانوراما_بالبيت_خليك، وهذا من أجل خلق أجواء ترفيهية تبعد وطأة كورونا.

## ألقابها
لقبها جمهور إذاعة بانورما إف إم ملكة السعادة وسلطانة التفاؤل لدورها الإيجابي في رسم البسمة لجمهورها عبر أثير الإذاعة.